# Frelichów

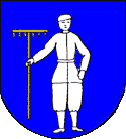
Nieoficjalny herb wsi Frelichów

Frelichów (cz. Frelichov, niem. Fröhlichhof) – wieś sołecka w Polsce położona w województwie śląskim, w powiecie cieszyńskim, w gminie Chybie. Wieś leży w historycznych granicach regionu Śląska Cieszyńskiego, geograficznie zaś leży w regionie Dolina Górnej Wisły, na południe od Jeziora Goczałkowickiego. Powierzchnia wynosi 294 ha, a liczba ludności 627, co daje gęstość zaludnienia równą 213,3 os./km².

## Historia
Początki miejscowości związane są z założoną tu przez Komorę Cieszyńską folwarku o nazwie Fröhlichhof ok. 1698 roku.
Według austriackiego spisu ludności z 1900 w 37 budynkach w Frelichowie na obszarze 297 hektarów mieszkało 303 osób, co dawało gęstość zaludnienia równą 102 os./km². z tego 275 (90,8%) mieszkańców było katolikami, 14 (4,6%) ewangelikami a 14 (4,6%) wyznawcami judaizmu, 260 (85,8%) było polsko-, 31 (10,2%) niemiecko- a 1 czeskojęzycznymi. Do 1910 roku liczba budynków wzrosła do 38 a mieszkańców zmalała do 296.
Po zakończeniu I wojny światowej tereny, na których leży miejscowość – Śląsk Cieszyński – stał się punktem sporu pomiędzy Polską i Czechosłowacją. W 1918 roku na bazie Straży Obywatelskiej miejscowi Polacy utworzyli lokalny oddział Milicji Polskiej Śląska Cieszyńskiego, który podlegał organizacyjnie 13 kompanii w Strumieniu.
W latach 1975–1998 miejscowość położona była w województwie bielskim.

## Demografia
W 1940 Frelichów miał 374 mieszkańców.